# 馬利亞哈維拉河
馬利亞哈維拉河（Malla Jawira），是玻利維亞的河流，位於該國西部拉巴斯省，發源自基姆薩克魯斯山脈的萊翁希瓦塔山附近，最終注入喬克亞普河。